# Храм Святых Апостолов Петра и Павла (Москва)
Храм святы́х апо́столов Петра́ и Па́вла — один из трёх исторических римско-католических храмов Москвы. В отличие от храма св. Людовика, который действовал на протяжении всего советского периода, и собора Непорочного Зачатия, который был возвращён верующим в 1996 году, в бывшем Петропавловском храме в настоящее время находится ОАО «Гипроуглемаш». Здание расположено по адресу: Милютинский переулок, 18А.
Приход святых апостолов Петра и Павла — старейший католический приход в Москве. Возрождённый в 1990-е годы, он не имеет собственного здания и проводит богослужения в храме св. Людовика.

## История

### Попытки католиков иметь в Москве своё духовенство и храм
История основания прихода начинается во второй половине XVI века, когда были сделаны первые попытки получить разрешение властей на постоянное пребывание католического священника и строительство католического храма для иностранцев католического вероисповедания в Москве. Под предлогом посредования в достижении перемиря в Ливонской войне, с целью склонить к унии с католицизмом и получить религиозные вольности для иностранцев, папа Григорий XIII отправил в Россию к царю Ивану Грозному своего представителя иезуита Антонио Поссевино. Папской инструкцией Антонию предписывалось: «Вы должны испросить позволение на постройку одной или нескольких католических церквей в Москве для тех католиков, которые будут приезжать по торговым делам; объясните, что иначе никогда не установятся торговые сношения с католическими народами». Торговля служила лишь благовидным поводом поставить в дипломатических переговорах вопрос о постройке первой католической церкви в Москве.
Антонио Поссевино был принят 18 августа 1581 года в Старице, где находился государь, затем 18 февраля 1582 года в Меньшей Набережной палате у московских бояр и новгородского наместника Никиты Романовича Юрьева-Захарьина, где изложил свои требования, но 21 февраля в той же палате получил ответ: «Римлянам, Венецианам и Цесаревой области торговым людям в Московское государство приезжать и торговать повольно и попам с ними их веры ездить воля без всякого возбранения, только им учения своего Русским людям не плодить и костелов им в государстве Московском не ставить, каждый в своей вере да пребывает». Таким образом, со времен Ивана Грозного католикам разрешалось привозить с собой священников и отправлять требы в частных домах, но запрещались миссионерская деятельность и строительство отдельных религиозных сооружений. Отказ на ходатайство о строительстве церкви мотивировали в том числе тем, что прежде в Московском государстве иноверных церквей не бывало, что, однако, является дипломатической выдумкой: ранее этого события уже была католическая церковь св. Петра в Новгороде, на Немецком торговом дворе, которая во вторую половину царствования Ивана Грозного превратилась в руины, а в Москве — лютеранская церковь св. Михаила.
В годы правления Бориса Годунова с предложением вечного мира между Россией и Польшей король Сигизмунд III прислал своего посла Льва Сапегу. Одним из условий этого мира была постройка храмов в Москве и других местах государства для поляков и других католиков. Ответ был идентичным: строить латинские церкви нельзя, а приезжать в Россию и исповедовать свою веру не запрещается.
При Лжедмитрии I в Москве появилось несколько иезуитов, францисканцев и священников, а для Марины Мнишек во дворце была устроена домашняя капелла. Когда серьёзно зашла речь о строительстве церкви, связанный варшавскими обещаниями в пользу обращения России в католичество Лжедмитрий, не решаясь покончить с вопросом самовольно, просит благословения и совета у патриарха и духовного совета, и на предложение польских послов и письма папы Павла V дозволить иезуитам и прочему католическому духовенству войти в Московское государство и строить церкви даёт ответ отрицательный. Несмотря на клятвенные обязательства, католицизм был для него лишь временным орудием для достижения своих личных целей.

### Деревянная часовня в Новой Немецкой слободе

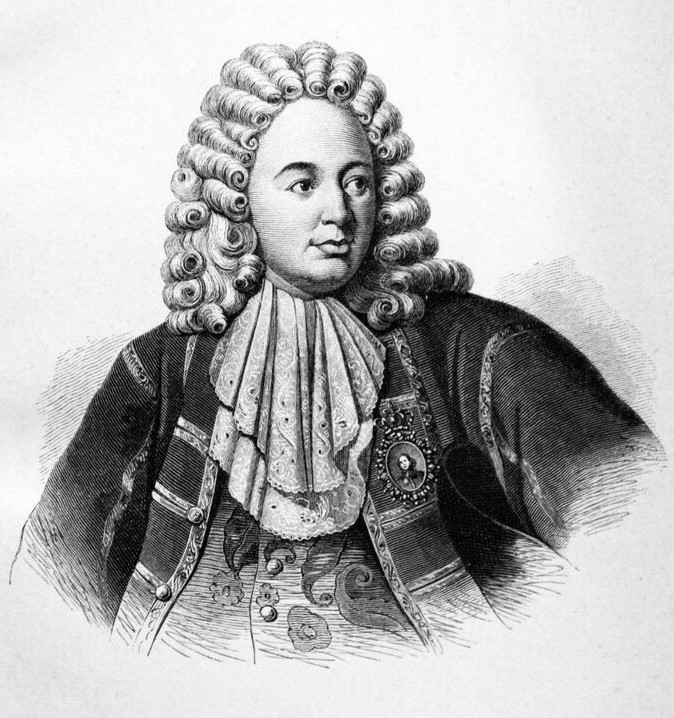
Патрик Гордон

В годы правления царя Алексея Михайловича была учреждена Новая Немецкая слобода, в которой было немало пленных из Литвы и Белоруссии. Въезд католиков в Россию стал менее сложным, чем при Михаиле Фёдоровиче, однако, доступ к ним постоянного католического духовенства и строительство храмов по-прежнему строго воспрещались. Лютеранский пастор Готфрид Грегори извещал саксонское правительство, что «иезуиты и священники, которые проникли было сюда тайно, немедленно были захватываемы и ссылались в Сибирь на вечное время…». На протяжении почти всего XVII века просьбы о строительстве католического храма, а также о постоянном священнике при этом храме, исходили не столько от верующих, сколько от иностранных дипломатов, имея в большей степени политическое, нежели религиозное значение. Богослужения для местных католиков всё же иногда совершались, в частных домах, священниками при посольствах.
Основателем первого католического прихода в Москве считается Патрик Гордон — один из наиболее деятельных, влиятельных и фанатичных членов католической общины, жертвовавший на её нужды немалые личные средства. В 1684 году он приехал на несколько недель из Киева в Москву и встретился в Слободе со всеми видными католиками, в числе которых были Франциск Гвасконий, единомышленник иезуитов, проживавший под званием флорентинского купца, генерал-майор граф Дэвид Уильям Грэм и архиепископ наксиаванский Себастьян Кнабе, который с двумя священниками был в Москве проездом в Персию. 31 января того же года Гордон жаловался князю В. В. Голицыну, имевшему большое влияние при дворе, что католики не имеют свободы публичного богослужения, равной прочим иноверцам. По совету князя католики обратились к государям с челобитной:

«Царям государям и великим князьям, Иоанну Алексеевичу, Петру Алексеевичу, бьют челом холопы ваши иноземцы католической веры генерал-порутчик Петрушка Гордон, генерал-майор граф Давыдко Вильгельм фон-Граам, барон Морфиский, и полковники Пашка Минезиус, Гаврилко фон-Турниер, Александерко Левистон, Антошка фан-Шмаленберг и иных разных чинов начальные люди, и торговые иноземцы Франска Гвасконий, Еремка фан-Троин с товарищами. По вашему указу служим и работаем мы, холопы ваши, вам по разным городам верою и правдою многие годы, и мы, торговые люди, живя в Немецкой слободе, пошлину платим, а молитвенного дома и пастыря душам нашим у нас нет. Иноземцы лютеранской и кальвинской веры имеют и пастырей, и молитвенные дома; нам же очищения в вере нет, и от того чинится великое повреждение нашим душам. Милосердные государи…, пожалуйте нас, велите для нашего душевного спасения призвать и держать пасторов и быть молитвенному дому, как имеют лютеры и кальвины, и о том свои жалованные грамоты дать…»

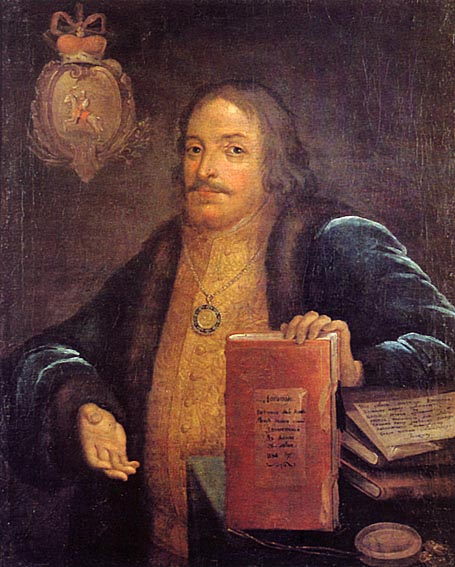
Покровитель иезуитов князь В. В. Голицын

Челобитная осталась без удовлетворения. Безрезультатными были и усилия Венского двора помочь получить разрешение на строительство храма, когда в Москву 14 мая 1684 года прибыло посольство императора Леопольда I. Вместе с австрийскими послами Яном Христофором Жировским и Себастьяном Блюмбергом было около 80 человек, среди них, скрыв свой духовный сан, прибыл иезуит Иоганн Шмидт — первый постоянный пастырь московских католиков. Официального разрешения не последовало, но под покровительством В. В. Голицына и с устного позволения властей, Шмидт служил мессы в доме голландского купца ван Тройена и Патрика Гордона, старался соединить и организовать около себя католическую общину, а также основал школу. В Немецкой слободе был куплен отдельный дом, который записали на имя «торгового иноземца» Франциска Гваскония. Он был приобретён на занятые у Гваскония средства, которые ему потом вернули из казны римского императора, и располагался по соседству с домовладением доктора З. ван дер Гульста на углу Немецкой улицы и Кирочного переулка (ныне — Бауманская улица и Старокирочный переулок, соответственно). Под тайным покровительством императора этот дом стал центром католической пропаганды в Москве.
Небольшая деревянная часовня была построена к 1688 году. 22 августа того же года Иоганн Шмидт по собственному прошению покинул Москву, но в течение ряда лет недостатка в священниках московская община не испытывала. В 1691 году в этой церкви доминиканским монахом Людвигом Кобличем были крещены сын Гордона от второго брака Пётр, а также сын его дочери Мэри. Когда овдовевшая дочь Гордона Мэри выходила замуж за майора Карла Снивина, венчал Коблич, в числе присутствующих был сам Пётр Алексеевич со множеством знати и офицеров.
В конце XVII века община состояла из 60—90 человек, преимущественно европейских купцов и находившихся на русской службе военных, она была многонациональной и состояла из шотландцев, итальянцев, немцев, поляков, голландцев, фламандцев и армян, небольшого количества французов, кроме того, были калмык и монгол. Увеличение числа католиков было связано со строительством российского флота и привлечению иностранных моряков. В 1699 году Патрик Гордон скончался, после его смерти и в связи с началом в 1700 году Северной войны количество верующих заметно сократилось.

### Каменный храм в Новой Немецкой слободе
16 апреля 1702 года Пётр I подписал манифест «О вызове иностранцев в Россию, с обещанием им свободы вероисповедания». Дальнейший рост и развитие московской католической общины уже был связан не столько с успехами иностранных дипломатов, сколько со внутренними потребностями государства Российского, нуждавшегося в профессионалах и специалистах из Европы. В 1705 год]у небольшая деревянная церковь сгорела. Несмотря на противодействие православного духовенства, протестантов из Немецкой слободы и сотрудников Посольского приказа, в Немецкой слободе была построена первая каменная католическая церковь. Точная дата её освящения неизвестна, но уже в 20 октября 1706 году князь Меншиков, находясь с посольством в Риме, говорил папе Клименту XI о существовании в Москве каменного католического храма. Этот каменный храм располагался также на углу Немецкой улицы и Кирочного переулка. При церкви имелась иезуитская школа, в которой в 1707 году обучалось до 50 русских мальчиков, из которых некоторые впоследствии стали католиками (например, А. Ю. Ладыженский).
22 марта 1722 года церковь посетил лютеранин Фридрих Вильгельм Берхгольц, который оставил об этом событии запись в своём дневнике. Он отмечает, что церковь оказалась лучше его ожиданий, что «она внутри хорошо отделана, расписана и украшена; снабжена также весьма недурным органом». Упоминание им органа является на настоящее время самым ранним сведением об органе этой церкви. Кроме того, он пишет, что в церкви служат капуцины, а ранее в церкви служили иезуиты.
Прихожанами церкви были также французы, которые в конце XVIII века были недовольны тем, что проповеди читались в основном на польском и немецком языках. В 1791 году по инициативе франкоязычных католиков была построена отдельная небольшая деревянная французская церковь — храм святого Людовика Французского, но не в Немецкой слободе, а в Белом городе, близ Лубянки, так как католическая община Москвы к тому времени значительно возросла и уже не была ограничена территорией Немецкой слободы.
Петропавловский храм пострадал во время пожара Москвы 1812 года, все церковные документы, связанные с его историей, бумаги и книги сгорели, но храм был отстроен заново.

### Храм в Милютинском переулке

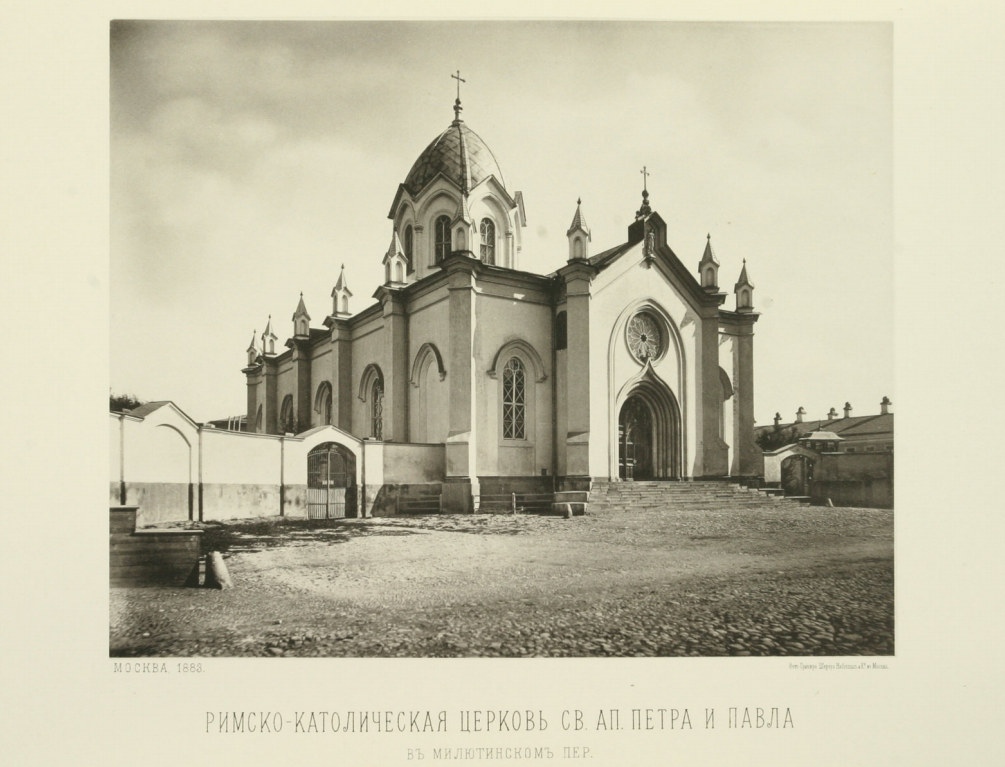
Церковь на фотогравюре Н. А. Найдёнова, 1883 г.

В 1839 году на пожертвования московских католиков и благотворительных организаций и по проекту известного архитектора Алессандро Жилярди в Москве началось строительство новой католической церкви в Милютинском переулке, которая после завершения строительства в 1845 году была освящена местным деканом и настоятелем Грегоржевским в честь небесных покровителей прихода: апостолов Петра и Павла, а в 1849 году освящена епископом Игнатием Головинским — именно эта дата фигурирует в мемориальной доске на здании как год окончания строительства. Старое здание церкви в Немецкой слободе долгое время оставалось заброшенным, а потом — ликвидировано.
Во второй половине XIX века около здания церкви были построены также богадельня, дом библиотеки и правления Благотворительного общества, корпус женского училища, дом причта и церковно-приходской школы, составляющие вместе комплекс зданий храма святых апостолов Петра и Павла.
Храм был центром польской католической общины Москвы. Летом 1916 года в нём венчался знаменитый белорусский поэт Янка Купала.

### Закрытие храма и судебный спор
После революции 1917 года храм и другие постройки домовладения № 18 в Милютинском переулке перешли в ведение польских культурно-просветительских организаций — Польского рабочего клуба с театром и Центральной польской библиотеки. Впоследствии театр при клубе был преобразован в первый государственный польский театр. В 1921 году он получил мандат на преимущественное занятие всех освобождающихся помещений в домовладении 18 по Милютинскому переулку. Через год, в августе 1922 года, театр и клуб перешли в ведение «образованного по почину Польбюро ЦК РКП» Польского культурно-просветительского общества «Труд».
Согласно документам, к ПО «Труд» перешло пять отдельных строений, каменный храм и другие нежилые постройки. Клуб, предположительно, располагался в здании бывшей библиотеки, построенной в 1905 году по проекту архитектора И. П. Залесского. Помимо клуба здесь был учреждён также ряд коммерческих предприятий: кинотеатр «Сфинкс» и кафе-столовая, с тем, чтобы ПО «Труд» располагало необходимыми средствами для выполнения своих культурно-просветительских целей и задач. По состоянию на начало 1920-х годов в этом доме были водопровод, канализация, электрическое освещение, центральное отопление, а также большой зрительный зал. Ныне в здании располагается Департамент спорта и туризма г. Москвы (дом 18, строение 4 по Милютинскому пер.).
Большой четырёхэтажный дом, в котором ранее располагалась женская гимназия, стал Советской Трудовой школой I ступени. Сегодня здесь (18, строение 2) разместилась «Пушкинская школа № 1500». Двухэтажное здание бывшей богадельни (архитектор А. Жилярди) в 1920-х годах было общежитием, состояло из 34 комнат (18, строение 1). Судя по документам, состояние этого дома было наиболее плачевным: крыша общежития во многих местах прохудилась, и при дожде в комнаты второго этажа через потолок попадала вода. Электричество не работало, водопроводные трубы проржавели, а канализация засорилась. На общей кухне имелась плита и русская печь, но топить их было нельзя, поскольку плита развалилась, а печь была засорена в дымоходе. Руководству «Труда» как-то удалось изыскать необходимые средства, отремонтировать здания и наладить деятельность общества, но просуществовало оно относительно недолго. 30 декабря 1927 года ПО «Труд» было ликвидировано, подлинник устава и печать сданы в административный отдел Московского совета, а дом передан жилищному товариществу.
При советской власти, в 1933 году, храм был закрыт. Сначала в его здании хотели сделать кинотеатр, но не успели — началась война. Осенью 1941 года здание пострадало в результате попадания немецкой авиабомбы. После Великой Отечественной войны, в 1946 году здание бывшего храма было восстановлено и перестроено под административные нужды, после чего там разместился Государственный ордена Трудового Красного Знамени проектно-конструкторский и экспериментальный институт угольного машиностроения «Гипроуглемаш», занимающий его вплоть до настоящего времени. Исторический облик церкви был полностью искажён.
23 августа 1991 года католический приход Петра и Павла был зарегистрирован, а после вступления в силу нового закона «О свободе совести и о религиозных объединениях» Российской Федерации прошёл 31 августа 1998 года перерегистрацию. Возродившийся приход повёл борьбу за возвращение храма, но безуспешно: ОАО «Гипроуглемаш» приватизировало бывшее здание храма, часть его ныне сдаётся в аренду под офисы как бизнес-центр «Милютинский 18». Администратором вышеупомянутого прихода в настоящее время является священник Дмитрий Мишенёв. Богослужения прихода проходят в расположенном неподалёку храме святого Людовика Французского, в котором также проходят богослужения прихода св. Людовика.
В 2017 году Арбитражный суд Москвы признал здания на Милютинском переулке имуществом религиозного назначения и обязал правительство Москвы вернуть их римско-католической архиепархии Божией Матери. Осенью 2020 года здания были выставлены на продажу, заявленная цена — 3,5 млрд рублей.
В октябре 2021 года бывший администратор прихода священник Игорь Ковалевский на своей странице в «Фейсбуке» дал разъяснение ситуации вокруг зданий прихода, сообщив: в 2016 году, перед началом судебного спора за здания архиепархия Божией Матери в Москве заключила договор с фирмой, которая взяла на себя все финансовые расходы в предстоящем процессе; договор предполагал выплату фирме гонорара за успех в случае выигрыша в судах; формально процесс завершился в июне 2021 года, после чего архиепархия должна была расплатиться с представлявшей её интересы фирмой, однако архиепархия решила оспорить договор.

## Ансамбль храма в Милютинском переулке
Сложившийся во второй половине XIX — начале XX века архитектурный ансамбль храма святых Петра и Павла состоит из нескольких зданий в Милютинском переулке:
- ограда с калиткой и двумя воротами;
- дом № 18А — храм;
- дом № 18, строение 1 — Богадельня святого Филиппа[34] (1850 г., архитектор А. Жилярди);
- дом № 18, строение 2 — Женская школа[n 6] (или училище; 1860-е; 1904 г., архитектор И. П. Залесский), ныне — «Пушкинская школа № 1500»[35];
- дом № 18, строение 3 — Дом причта и церковно-приходской школы[n 7] (кон. XVIII в., 1847; 1875 г., архитектор А. Ф. Шимановский);
- дом № 18, строение 4 — Библиотека и правление Благотворительного общества вспомоществования бедным римско-католического вероисповедания. Здание в неоготическом стиле построено в 1905 году по проекту архитектора И. П. Залесского, перестроено в 1907 году Э. С. Юдицким.

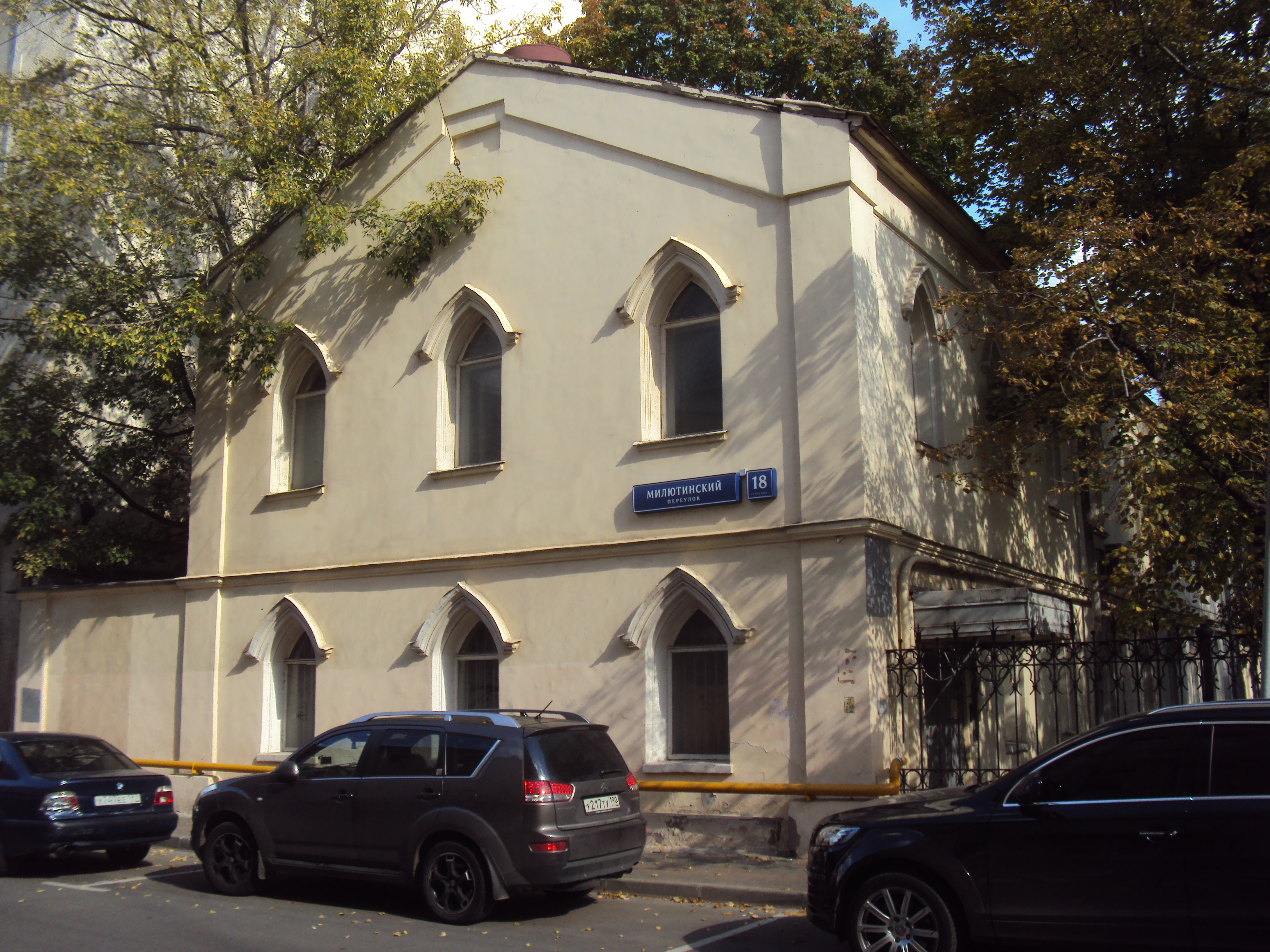
Богадельня св. Филиппа
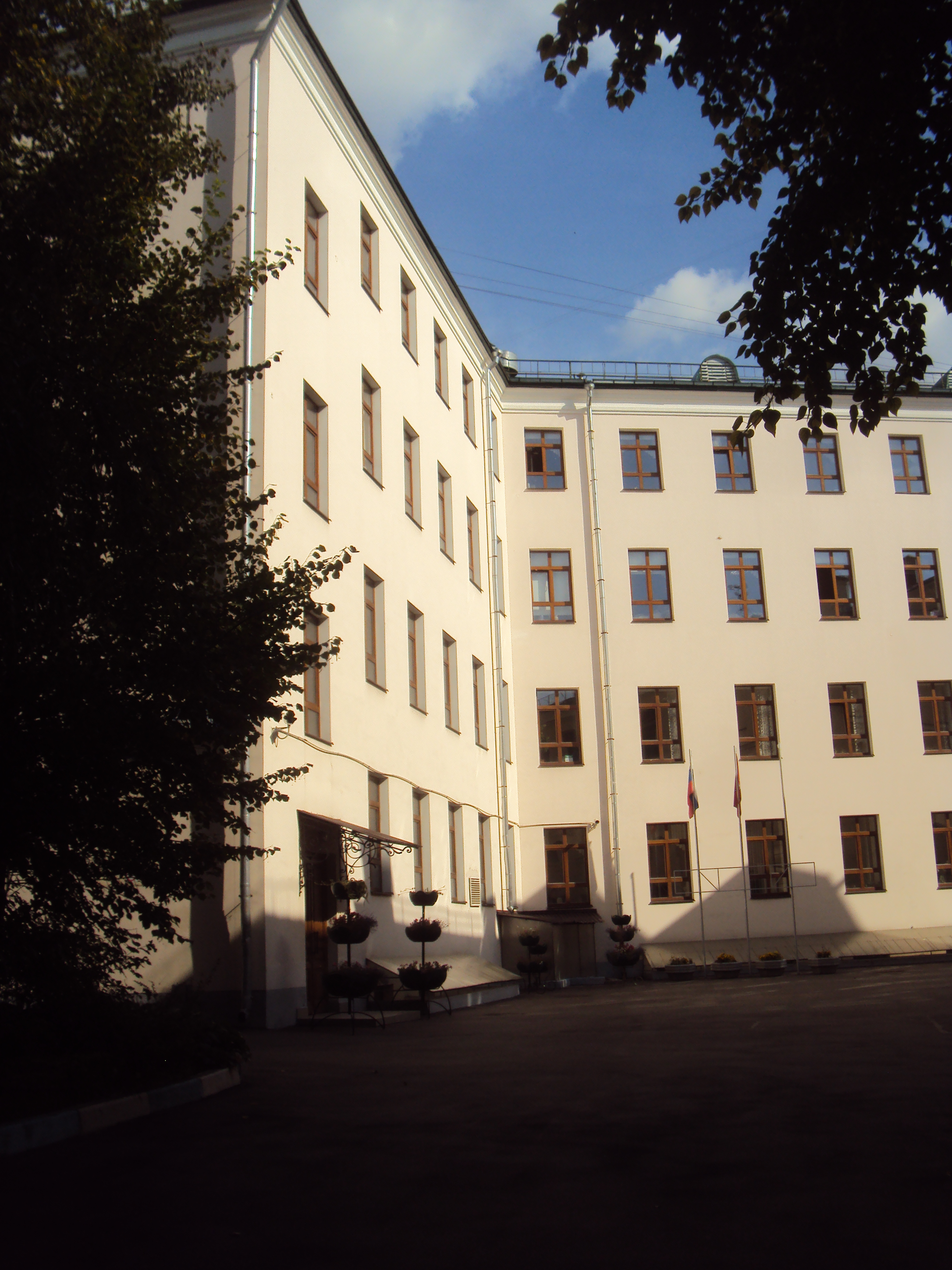
Женская школа
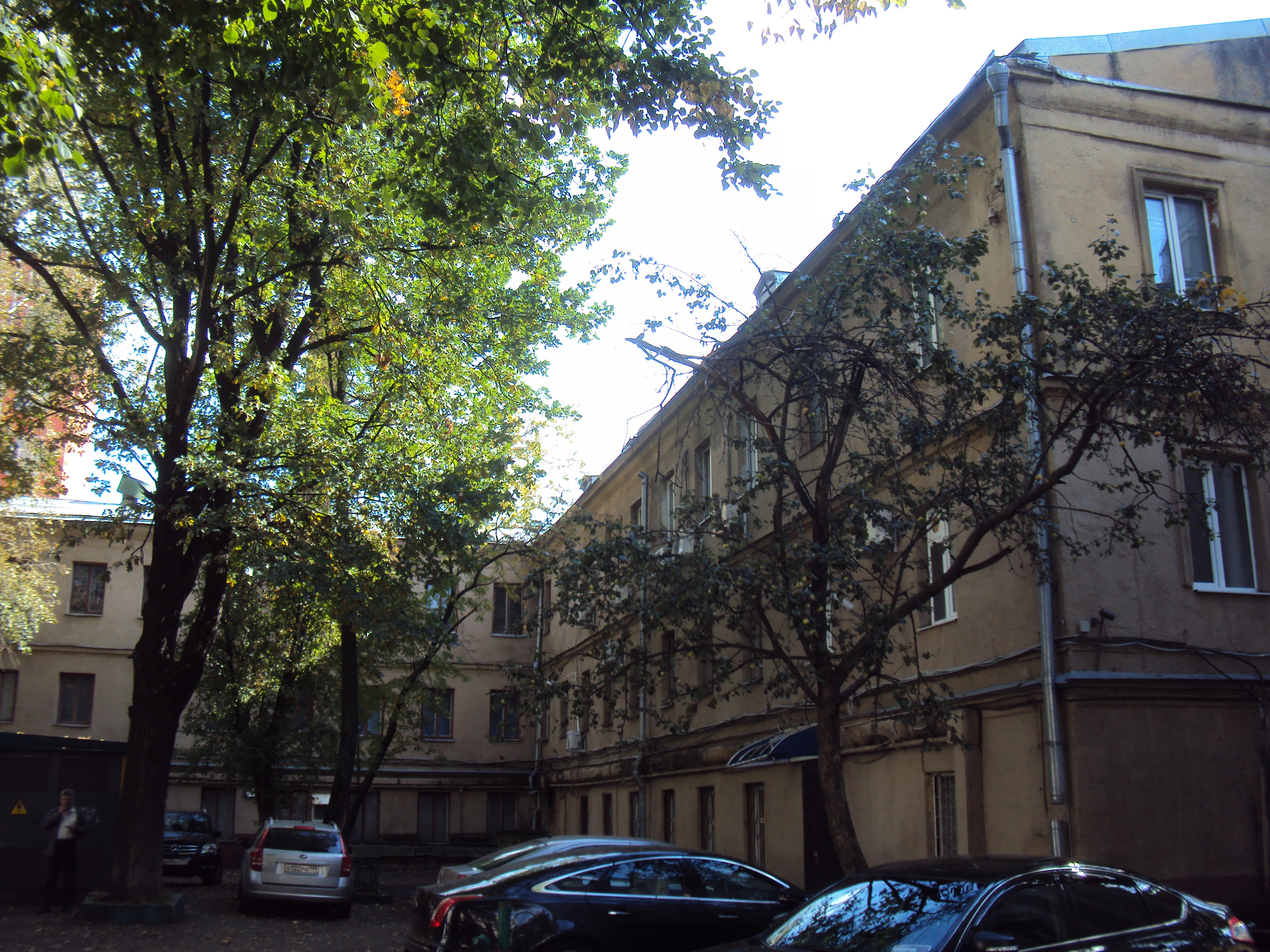
Дом причта и церковно-приходской школы
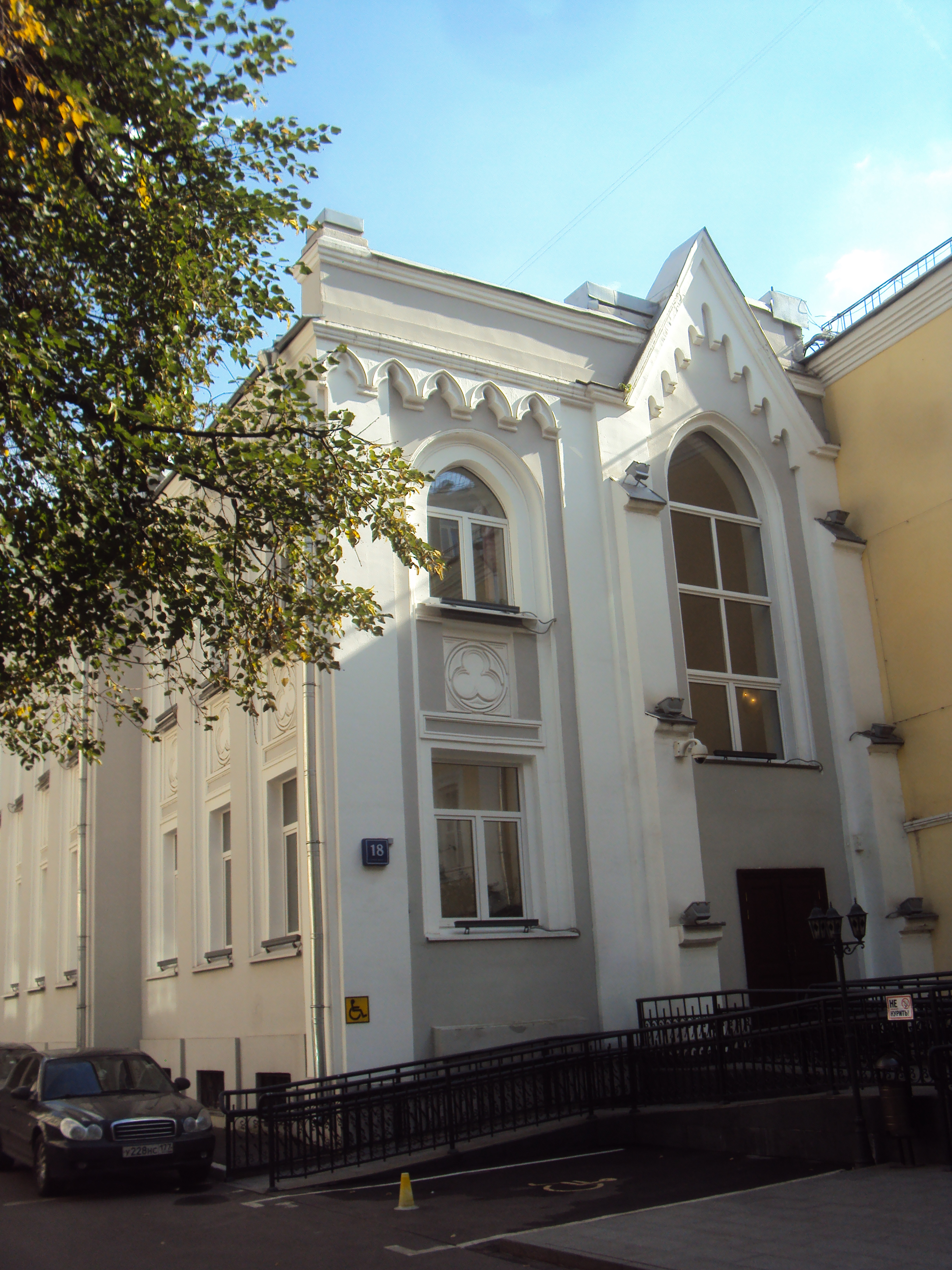
Библиотека

## Персоналии

### Духовенство
- 1684—1688 — Иоганн Шмидт, S.J.[9].
- 1685 — Ян Альбер де Бойе (Дебуа, Дебой, Дебои), S.J.; прибыл из Оломоуца 12 мая 1685 года «с папежскими листами», где остался в качестве священника и умер 3 ноября 1685 года[n 8].
- 1686—1689 — Иржи Давид (Георгий Давид), S.J.[9].
- 1686—1689[n 9] — Товия Тихавский (Тобиаш; Тихановский), S.J.[9][36]
- 1690 — Конрад Терпиловский, S.J.; прибыл в марте и пробыл до 12 июля, после чего был выслан[14].
- 1690—1692 — Людовик Коблич (Коблиций, Коблициус), O.P.; прибыл с посольством И. Куртца в ноябре 1690 г., пробыл в Москве до 16 декабря 1692 г.[14]}.
- 1692—1698 — Франциск Ксаверий Лефлер, O.F.M..
- 1692—1698 — Павел Йозеф Ярош (Ярос), O.F.M.[n 10].
- 1698—1719 — Франциск Эмилиан (настоящее имя — Иоанн Милан), S.J.
- 1698—1719 — Иоанн Берула, S.J.
- Антоний Василевский
- Михаил Цакуль
- 1916—1924 — Пётр Петрович Зелинский
- 1924 — Болеслав Слосканс, викарий прихода с 9 июня до 3 сентября 1924 г.[37].

### Известные прихожане
Изначально основу старейшего католического прихода составляли высокопоставленные офицеры царской армии и купцы, затем также влиятельные врачи и состоятельные ремесленники. Состав общины постоянно менялся из-за частых миграций. 
Долгое время приход святых апостолов Петра и Павла был единственным русскоязычным католическим приходом в Москве, а среди прихожан храма было также известные люди, в том числе представителей старинных дворянских фамилий.
- Юргис Балтрушайтис (1873—1944) — русский и литовский поэт-символист, внесший католические аллюзии в русскую поэзию, переводчик, дипломат[23];
- Фридрих Йозеф Гааз (1780—1853) — российский врач немецкого происхождения, филантроп; был старостой прихода свв. Петра и Павла, вносил деньги на строительство храма, завещал ему духовно-нравственные книги из своей библиотеки. Римско-католическая церковь начала процесс канонизации доктора Гааза[38];
- Патрик Гордон — военачальник, шотландец, один из сподвижников императора Петра I; похоронен при петропавловской церкви в Немецкой слободе;
- Дэвид Уильям Грэм (Давид Вильгельм фон Граам, англ. David Wilhelm de Graham, ок. 1639—1693), барон Морфивский, граф, генерал-майор, шотландец[14];
- Пол Мензис (Павел Менезиус, ум. 9 дек. 1694[39]), генерал-майор, шотландец[40];
- Владислав Ходасевич (1886—1939) — российский поэт польского происхождения; крещён в церкви 28 мая (9 июня) 1886 года[n 11];
- Альфонс Шанявский (1837—1905) — российский офицер польского происхождения, генерал-майор, золотопромышленник, меценат[23].

## Фотографии

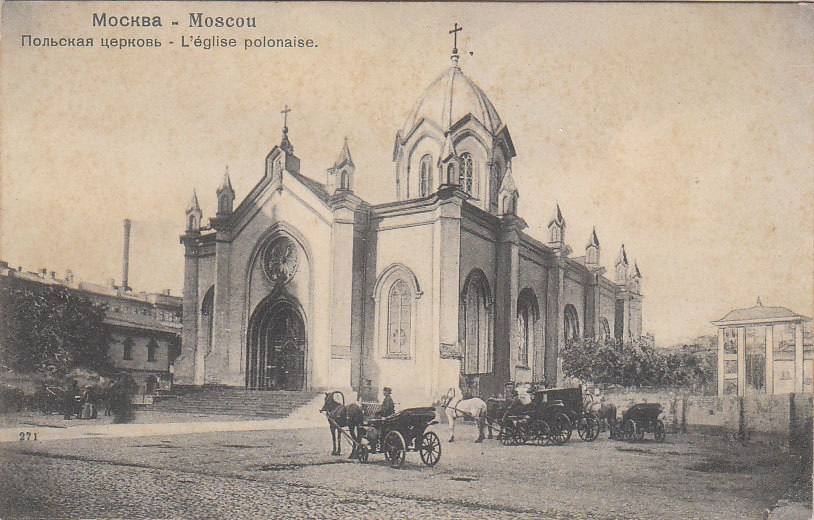
Открытка, ок. 1898—1901 гг.
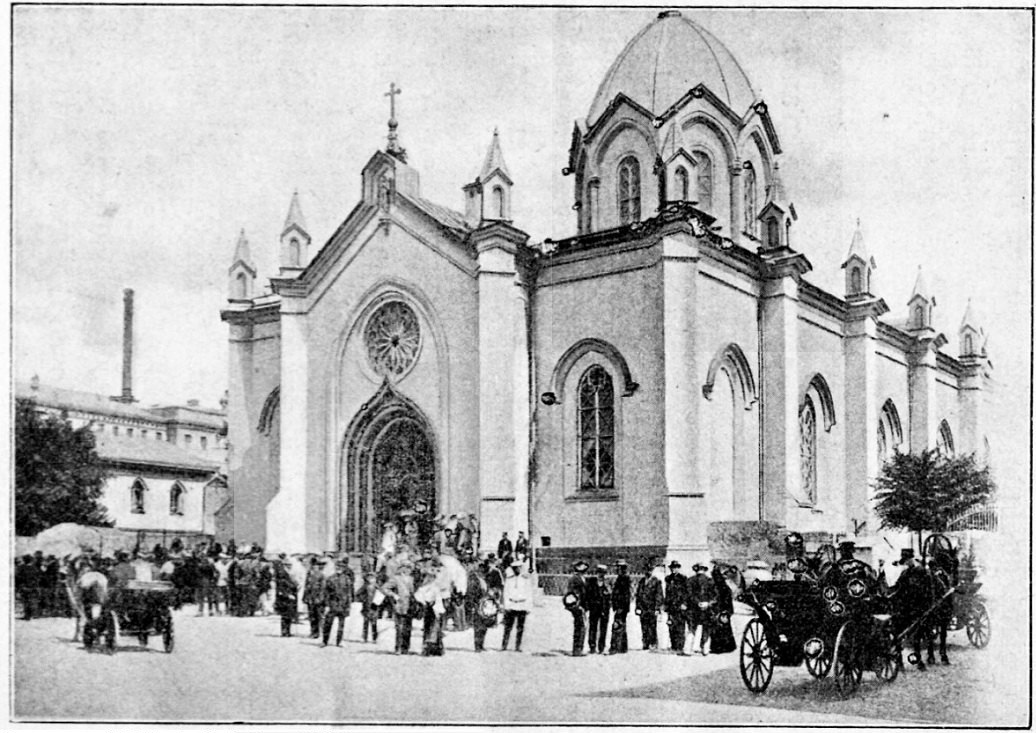
Начало XX в.
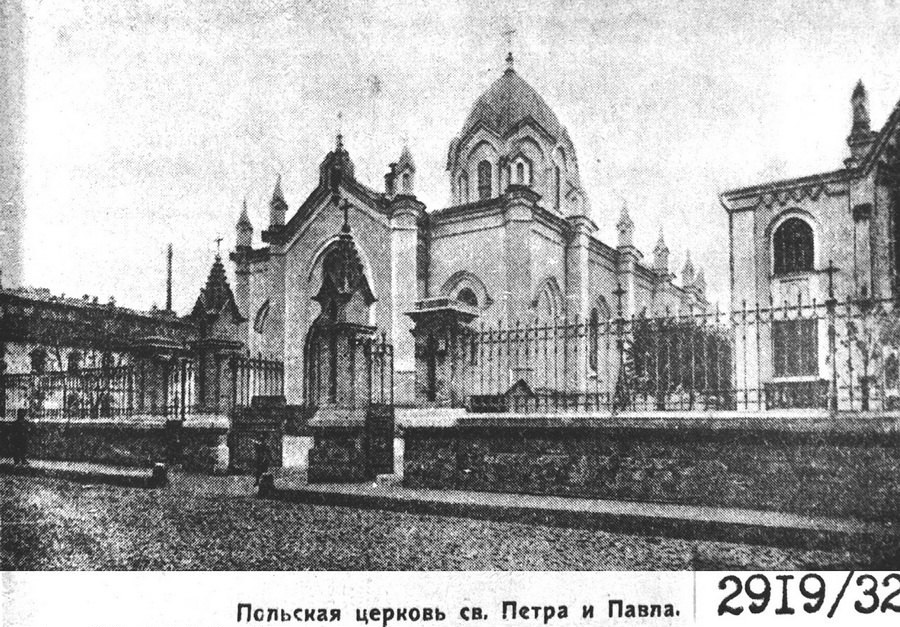
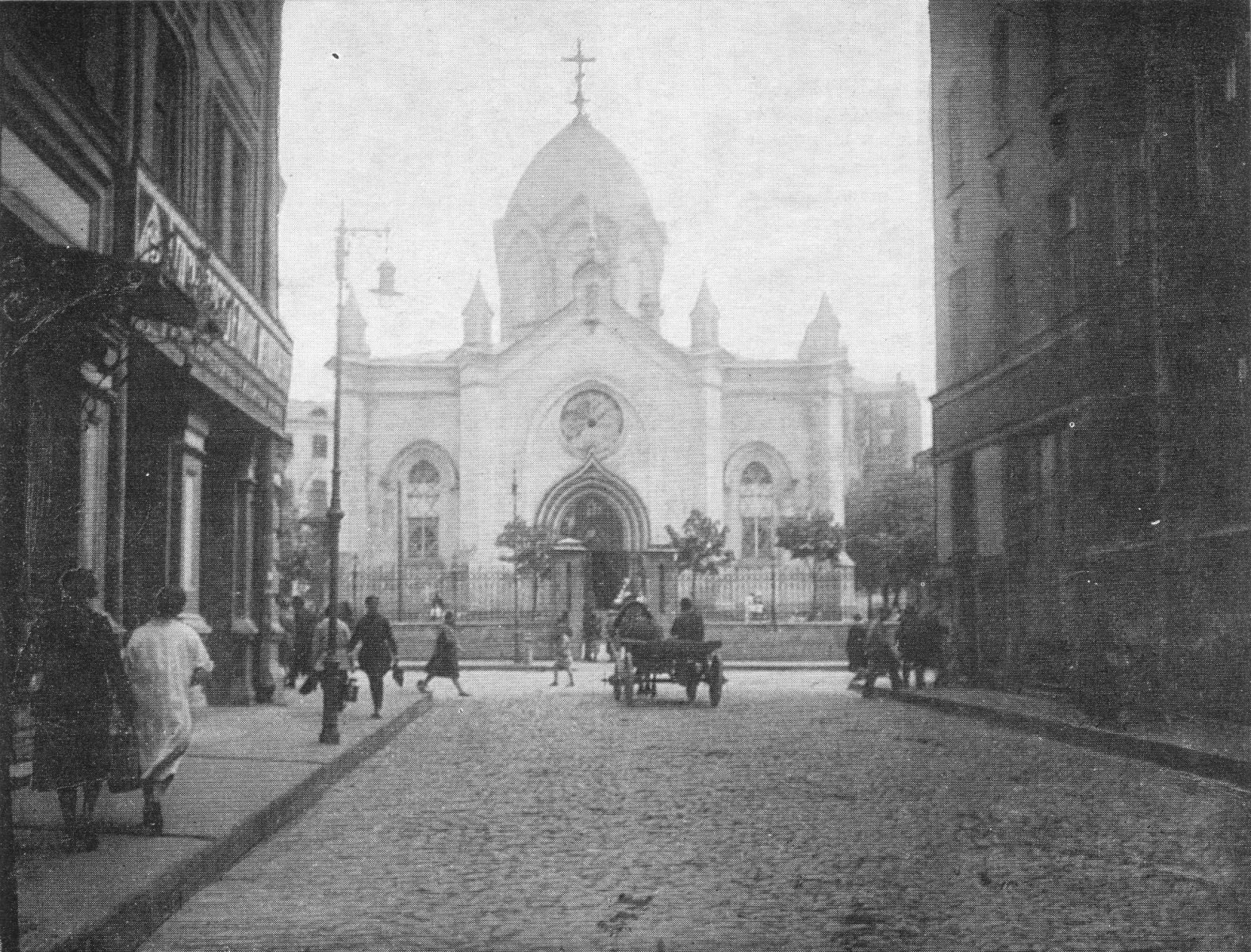
Вид со Сретенского переулка
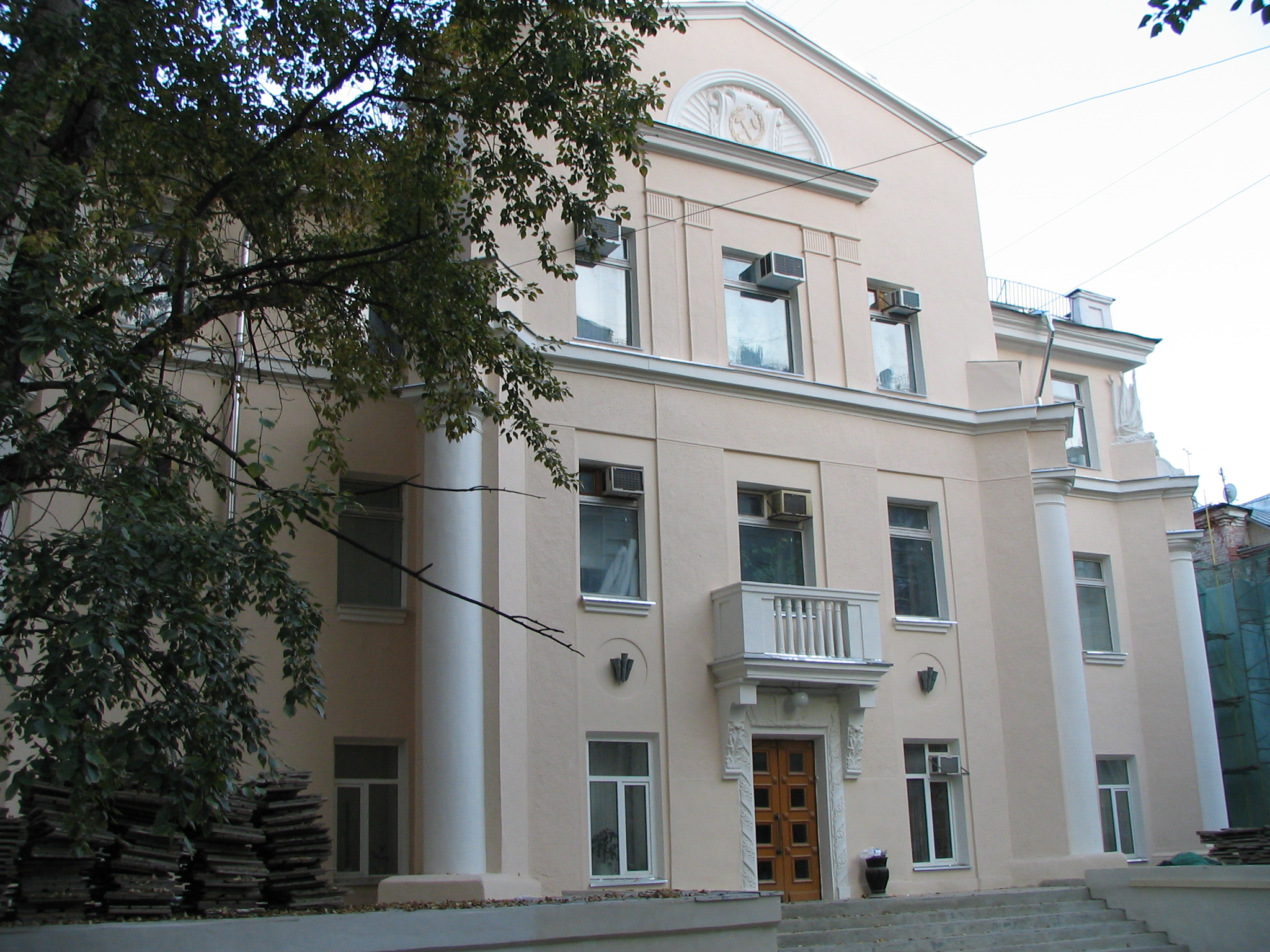
НИИ «Гипроуглемаш»
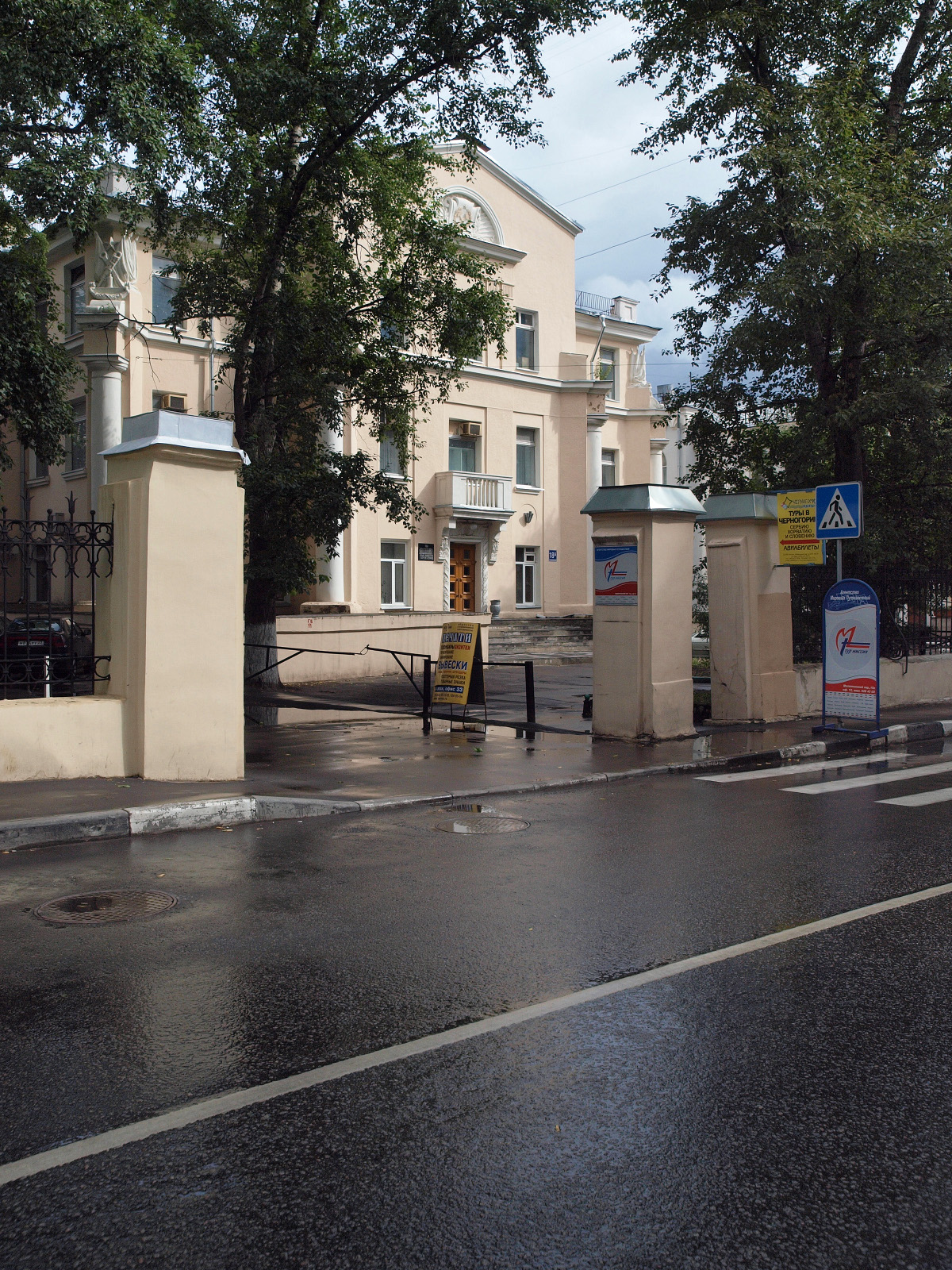